# Постыдный пакт
Постыдный пакт (лат. Pactum turpe) — соглашение, которое нарушает закон или хорошие манеры. Восходит к «Соглашению о позоре» (лат. Pacta turpia). Принцип pactum turpe восходит к римскому праву и всё ещё имеет большое значение в юриспруденции.
Принцип означает, что непристойные соглашения не заслуживают защиты правопорядка, поэтому из-за нелегитимности он отказывается от рассмотрения дел, которые можно считать постыдными. В некоторых странах, таких как Швеция, pactum turpe не считается единственным основанием для недействительности контракта, но обстоятельства в целом также должны быть решающими в каждом конкретном случае.
К примеру, Кант считал проституцию pactum turpe. По Канту, заключать договор о сексуальном использовании части тела — значит превращать себя в имущество, вещь, «ввиду неразрывного единства частей тела любого лица».